# Flavin adenin dinukleotid
Flavin adenin dinukleotid (FAD) je redoks kofaktor koji učestvuje u nekoliko važnih metaboličkih reakcija . FAD može da postoji u dva različita redoks stanja, između kojih se on konvertuje primanjem ili doniranjem elektrona. Ovaj molekul se sastoji riboflavina (vitamina B2) vezanog za fosfatnu grupu ADP molekula. Flavinska grupa je vezana za ribitol, šećerni alkohol, ugljenik-azot vezom, koja nije glikozidna veza. Stoga, riboflavin nije tehnički nukleotid. Ime flavin adenin dinukleotid je nepravilan naziv.
FAD se može redukovati do FADH2, pri čemu prima dva atoma vodonika (neto dobit od dva elektrona):

## Literatura
1. ↑   уреди
2. ↑  Evan E. Bolton; Yanli Wang; Paul A. Thiessen; Stephen H. Bryant (2008). „Chapter 12 PubChem: Integrated Platform of Small Molecules and Biological Activities”. Annual Reports in Computational Chemistry. 4: 217—241. doi:10.1016/S1574-1400(08)00012-1.
3. ↑  Donald Voet; Judith G. Voet (2005). Biochemistry (3 изд.). Wiley. ISBN 9780471193500.
4. ↑  Bruce Alberts; Alexander Johnson; Julian Lewis; Martin Raff; Keith Roberts; Peter Walter (2002). Molecular Biology of the Cell. New York: Garlard Science.  0815332181.

## Dodatna formule
- Riboflavin
- Adenin